# Дорога на Марокко
Дорога на Марокко (англ. The Road to Morocco) — музична кінокомедія режисера Девіда Батлера за участю Бінга Кросбі, Боба Гоупа і Дороті Ламур. Третя частина циклу-гепталогії «Дорога на …», знята кіностудією «Paramount Pictures» (США) в 1942 році.

## Сюжет
Два товариші Джефф (Кросбі) і Орвілл (Гоуп) через корабельну аварію, яка була випадково спровокована ними необережним курінням неподалік порохового складу, опиняються на пустельному африканському березі. Дічставшись на верблюді до найближчого міста, вони з апетитом обідають в невеликому ресторанчику, хоча не мають ні цента в кишені. Джефф відлучається і повертається з двома сотнями доларів. Він зізнається, що щойно продав Орвілла в рабство незнайомцю, щоб розрахуватися за обід, але обіцяє в якнайближчий час викупити товариша.
Через тиждень Джефф несподівано для себе розшукує Орвілла, але не за рабською працею, а в покоях принцеси Шалмар (Ламур), яка викупила того і навіть планує одружитися з ним. Причиною несподіваної метаморфози стало передбачення придворних астрологів. Познайомившись з Джеффом, принцеса переглядає свій вибір і погоджується вирушити до США і взяти шлюб там. Орвілл же змушений задовольнятися товариством Маймі — дівчини з почту.
Колишній наречений принцеси шейх Муллана Касим (Куїнн) зі своїми воїнами викрадає принцесу Шалмар і відвозить в пустелю, де, отаборившись, готується до пишного весілля. Джефф і Орвілл таємно пробираються туди й, посваривши воїнів Касима з охоронцями іншого шейха, який прибув на весілля, в колотнечі, що зав'язалася, звільняють принцесу Шалмар і Маймі. Обидві пари закоханих повертаються на кораблі у США. Однак чергова витівка Орвілла — куріння на пороховому складі, — призводить до чергової корабельної аварії. На уламках лайнера виснажені мандрівники дістаються Нью-Йорка.
Фільм мав альтернативний фінал. Джефф і Орвілл вступали в морську піхоту США, на тлі цієї сцени йшов напис: «Побачимося дорогою в Токіо!».